# Comme un accord
Albums de Jean-Louis Aubert
Concert privé
(1998) Comme on a dit
(2003)
Singles
1. Alter Ego
Sortie : 27 novembre 2001
2. Commun accord
Sortie : 16 avril 2002
3. Milliers, Millions, Milliards
Sortie : 8 novembre 2002

Comme un accord est le cinquième album studio de Jean-Louis Aubert paru en solo en novembre 2001.

## Historique
L'album Comme un accord est réalisé après une période un peu délicate dans la carrière de Jean-Louis Aubert. Son album précédent, l'expérimental Stockholm, rencontre un succès moindre mais est certifié disque d'or avec plus de 100 000 ventes. La popularité de Jean-Louis Aubert sur scène reste intacte, comme le montre l'album live acoustique Concert privé publié en 1998. Cependant, il connait un échec important en 1999 avec la dernière tentative de reformation du groupe Téléphone au complet qui tourne mal.
À la suite de cet échec, le chanteur participe à plusieurs collaborations, dont celle pour l'album caritatif au profit du mouvement Emmaüs avec la chanson Veille sur moi qui apparaitra en piste bonus de la première édition de Comme un accord. Puis en 2000, il part en voyage en Jamaïque et au Maroc. A son retour, l'artiste décide d'engager le réalisateur Renaud Letang (connu pour travailler avec Manu Chao) pour réaliser son album suivant. Celui-ci convainc Jean-Louis de délaisser la production et de rejouer en groupe avec le bassiste Laurent Vernerey qu'il a rencontré durant la collaboration avec Barbara, Albin de la Simone aux claviers et Fabrice Moreau (le demi-frère de Patrick Bruel) à la batterie. Pour la première fois depuis leurs débuts, Richard Kolinka refuse de participer à l'enregistrement de l'album, encourageant son ami à continuer sa carrière sans lui ; Kolinka participera cependant par la suite à la tournée de promotion de l'album (probablement à la suite du fiasco de la reformation de Téléphone en 1999).

## Présentation
Comme un accord s'est vendu à plus de 250 000 exemplaires depuis sa sortie. Jean-Louis quitte le monde électro-rock baltique de Stockholm pour une mélodie plus douce, moins électrique et plus poétique.
Le thème de l'amour est très présent dans cet album. De plus, le single Alter ego, dédiée à son ami Olive, est devenu un hit emblématique et propulse l'album dans le top 10 des chartes en France. Une tournée de deux ans s'ensuit accompagnée d'une compilation Comme on a dit (2003). Depuis 2003, le hit Sur la Route (Jean-Louis Aubert, Raphael), publié sur l'album de Raphael La réalité, est aussi présent sur une nouvelle version de l'album Comme un accord.
Le Parisien note l'album 3/5 considérant l'album, où l'on retrouve « son attachante faiblesse, sa voix limitée et ses textes vaporeux », comme un ensemble équilibré « capable de réconcilier nostalgiques et nouveaux venus sur la planète Aubert ».

## Liste des chansons
| 1.    | Commun accord                 | 5:08 |
| 2.    | L'Essentiel                   | 3:19 |
| 3.    | Changer d'avis                | 3:17 |
| 4.    | Alter Ego                     | 3:45 |
| 5.    | Alta gracia                   | 4:19 |
| 6.    | L'Amour                       | 3:24 |
| 7.    | Là                            | 3:22 |
| 8.    | Donne-moi une raison          | 4:21 |
| 9.    | Cette vie                     | 4:36 |
| 10.   | Voyager en soi-même           | 3:06 |
| 11.   | Milliers, Millions, Milliards | 3:59 |
| 12.   | Les Petits Riens              | 4:25 |
| 47:30 |                               |      |

## Crédits
Source :

### Musiciens
- Jean-Louis Aubert : chant, guitare, claviers, percussions
- Albin de la Simone : claviers, guitares, bruits
- Fabrice Moreau : batterie
- Laurent Vernerey : basse, contrebasse
- Julien Chirol : trombones sur Alta gracia

### Équipe technique
- Produit par Renaud Letang accompagné de Fabrice Moreau et Jean-Louis Aubert
- Enregistré à La Loupe par Myriam Eddaïra
- Mixé aux Studios Ferber par Renaud Letang
- Masterisé à The Exchange par Mandy Parnell
- Illustration de la pochette par Michel Mallard, accompagné de Jean-Louis Aubert pour les mini dessins et livret de l'album réalisé par Raphaël Jonin
- Photographie par Jean-Baptiste Mondino
- Publié par Éditions La Loupe, distribué par Virgin France SAS

## Classements
| Pays          | Meilleure position |
| ------------- | ------------------ |
| France        | 9                  |
| Belgique (fr) | 35                 |